# Osteodes semispurcata
Osteodes semispurcata är en fjärilsart som beskrevs av Walker 1863. Osteodes semispurcata ingår i släktet Osteodes och familjen mätare. Inga underarter finns listade i Catalogue of Life.